# Осихіно
Осихіно (рос. Осихино) — присілок у Большереченському районі Омської області Російської Федерації.
Належить до муніципального утворення Красноярське сільське поселення. Населення становить 98 осіб.

## Історія
Згідно із законом від 30 липня 2004 року органом місцевого самоврядування є Красноярське сільське поселення.

## Населення
| 1926 | 2002 | 2010 |
| ---- | ---- | ---- |
| 458  | ↘146 | ↘98  |